# Bêta crochet palatal
β̡, appelé bêta hameçon palatal ou bêta crochet palatal, est une lettre latine utilisée auparavant dans l'alphabet phonétique international, rendu obsolète en 1989, lors de la convention de Kiel. Elle est composée d’un bêta diacritée avec un crochet palatal.

## Utilisation
Le bêta hameçon palatal a été utilisé par quelques auteurs dans la transcription de dialectes anglais d’Irlande avec l’alphabet phonétique international, par exemple par Patrick Leo Henry dans une description du dialecte anglo-irlandais de North Roscommon publiée en 1957,.
En 1989, après la conférence de Kiel, le crochet palatal est remplacé par la lettre j en exposant et le symbole  est remplacé par ‹ βʲ ›.

## Représentations informatiques
Le bêta crochet palatal n’a pas été codé avec son propre caractère, comme certains autre symboles avec un crochet palatal, mais peut être représenté approximativement avec les caractères Unicode suivants : 
- décomposé et normalisé NFD (Alphabet phonétique international, diacritiques) :

| formes    | représentations | chaînes de caractères | points de code | descriptions                                              | notes                                                                                |
| --------- | --------------- | --------------------- | -------------- | --------------------------------------------------------- | ------------------------------------------------------------------------------------ |
| minuscule | β̡               | β◌̡                    | U+03B2 U+0321  | lettre minuscule grecque bêta diacritique crochet palatal | Le caractère grec est officielement utilisé dans l’API pour des raisons historiques. |
| minuscule | ꞵ̡               | ꞵ◌̡                    | U+A7B5 U+0321  | lettre minuscule latine bêta diacritique crochet palatal  | Les symboles API ont traditionnellement une forme latinisée.                         |